# Servant Girl Annihilator
Servant Girl Annihilator, även kallad The Austin Axe Murderer, är en oidentifierad seriemördare som härjade i Austin i Texas i USA åren 1884-1885. Morden kallades av samtida källor för The Servant Girl Murders.

## Morden
Austin hade 1885 en befolkning på 17 000 invånare. Enligt tidningen Texas Monthly mördades sju kvinnor (fem svarta, två vita). Dessutom skadades sex kvinnor och två män allvarligt. Alla offren anfölls inomhus då de låg och sov i sina sängar. Fem av de kvinnliga offren släpades, då de var medvetslösa men ännu vid liv, ut ur husen och mördades utomhus. Tre av de kvinnliga offren styckades utomhus och ett av dem styckades inomhus. Enligt Texas Monthly behandlades alla offer på ungefär samma sätt. Sex av de mördade kvinnorna hade ett "skarpt föremål" i öronen. Mordserien i Austin upphörde efter morden på två vita kvinnor, 17-åriga Eula Phillips, och Susan Hancock, som angreps då hon låg och sov i sängen bredvid sin 16-åriga dotter, på natten den 24 december 1885.. 
Den 26 december 1885 skrev dagstidningen New York Times att "morden utfördes av en galen man, som är besatt av att mörda kvinnor." Enligt New York Times arresterades 400 män under årets gång i försöken att ta fast mördaren. Enligt Texas Monthly vägrade betrodda förtroendevalda tro att en enda man eller grupp låg bakom alla mord. Bara en av de arresterade, James Phillips, dömdes för mord på sin fru, Eula Phillips. Domen upphävdes senare.

## Offer
- Mollie Smith, 25, mördades på natten den 30 december 1884. Walter Spencer skadades svårt.[1]
- Clara Strand och Christine Martenson, två svenska tjänsteflickor, skadades allvarligt natten mot den 19 mars 1885.[1]
- Eliza Shelly mördades på natten den 6 maj 1885.[1]
- Irene Cross förblödde till döds efter att ha anfallits av en knivbeväpnad man på natten den 22 maj 1885.[1]
- Clara Dick skadades allvarligt i augusti 1885.[1]
- Mary Ramey, 11, mördades på natten den 30 augusti 1885. Hennes mor, Rebecca Ramey skadades svårt.[1]
- Gracie Vance mördades på natten den 28 september 1885. Orange Washington mördades också i angreppet på Vance. Lucinda Boddy och Patsey Gibson skadades allvarligt.[1]
- Susan Hancock mördades på natten den 24 december 1885.[1]
- Eula Phillips mördades på natten den 24 december 1885. Hennes make, James Phillips, skadades allvarligt.[1]

## Föreslagna gärningsmän
Mordserien representerar ett tidigt exempel på seriemord i USA, tre år före Jack Uppskärarens härjningar i Whitechapel i London i Storbritannien. I boken Jack the Ripper: The American Connection skriver Shirley Harrison att mördaren i Austin i Texas och Jack Uppskäraren var samma man, James Maybrick. Enligt Phillip Sugden i The Complete History of Jack the Ripper, kan teorin om att mördaren i Austin i Texas och Jack Uppskäraren skulle vara samma man dateras till oktober 1888, då en skribent i tidningen Atlanta Constitution föreslog att det fanns ett samband mellan kvinnomorden i Texas och London efter morden på Elizabeth Stride och Catherine Eddowes. Myndigheterna i London förhörde flera amerikanska cowboys, av vilka en, enligt författaren till boken Jack the Ripper, A to Z, möjligtvis var Buck Taylor, som uppträdde i Buffalo Bills Vilda västernshow och som föddes i Fredricksburg i Texas cirka 70 engelska mil sydväst om Austin. 
Enligt Atchison Daily Globe den 19 november 1888, rapporterade Austin American Statesman att en malajisk kock "på oceangående fartyg" varit misstänkt i Jack Uppskäraren-morden. Tidningen rapporterade att en malajisk kock varit anställd på ett litet hotell i Austin 1885. Dessutom rapporterades att Austin-reportern:
| ”                       | ...investigated the matter, calling on Mrs. Schmidt, who kept the Pearl House, near the foot of Congress Avenue opposite the Union depot, 3 years ago. It was ascertained that a Malay cook calling himself Maurice had been employed at the house in 1885 and that he left some time in January 1886. It will be remembered that the last of the series of Austin women murders was the killing of Mrs. Hancock and Mrs. Eula Phillips, the former occurring on Christmas eve 1885, just before the Malay departed, and that the series then ended. A strong presumption that the Malay was the murderer of the Austin women was created by the fact that all of them except two or three resided in the immediate neighborhood of the Pearl House. | „ |
| – Atchison Daily Globe. | |   |

Den 15 juli 2014 sände PBS ett avsnitt av History Detectives som tog upp morden i Austin 1884-1885 och en teori om en misstänkt gärningsman, Nathan Elgin, en 19-årig afroamerikansk kock. Elgin hade arbetat i närheten av brottsplatserna och han saknade en tå på en fot, något som gjorde att hans fotavtryck liknade fotavtryck som tros ha lämnats av mördaren. Elgin blev skjuten i samband med en konfrontation med polisen i februari 1886, då han var drucken och i vrede hotat en ung flicka med en kniv och han dog dagen därefter i sviterna av skottskadan.